# Косовска Митровица (община)
Община Косовска Митровица се намира в Митровски окръг, Косово, с площ 350 км2 и население 107 045 души (2003). Административен център на общината е град Косовска Митровица.